# Pela-soques gorjablanc
El pela-soques gorjablanc (Cormobates leucophaea) és una espècie d'ocell de la família dels climactèrids (Climacteridae).

## Hàbitat i distribució
Habita el bosc humid des del nord-est de Queensland, cap al sud, per l'est i sud-est d'Austràlia i a través de l'est de Nova Gal·les del Sud i sud de Victòria fins al sud-est d'Austràlia Meridional.